# Chris Zoricich
Chris Zoricich je novozelandski nogometaš hrvatskih korijena.

## Klupska karijera
"Zorro" je već kao dijete iskazivao želju za nogometom pa je "prve korake" započeo u rodnom Aucklandu za lokalni Blockhouse Bay Under-'7
Pravu profesionalnu karijeru započeo je u Aucklandskom Papatoetoesu. Poslije toga se seli u Englesku nastupati za Orient Bay. Odigrao je mnogo dobrih "partija", ali kako mu je isticala radna dozvola morao se vratiti u Novi Zeland. Zbog tog čina su navijači Orienta prosvjedovali nekih ustanova tražeći da mu se viza produži, no to se ipak nije dogodilo.
Godine 1994. vraća se doma da bi igrao za Central United, klub koji je na neki način bio pod hrvatskim utjecajem. Ali opet je vrlo brzo u pokretu pa se seli u Brisbane Strikers gdje provodi dvije godine da bi ponovno iskušao sreću u Engleskoj, ovaj put u Welling Unitedu. nakon toga hupuje ga Chelsea ali nikad nije ušao u igru. 
1997. ponovno potpisuje za Brisbane koji osvaja NSL. Imao je još kratke epizode u Harlow Townu, Boreham Woodu i Wealdstoneu.

## Međunarodna karijera
Debi za novozelandsku izabranu vrstu imao je protiv Izraela 27. ožujka 1988.
U odigranih 57 susreta dao je samo jedan pogodak SAD-u u porazu 1:2 1999. na Kupu konfederacija.

## Vanjske poveznice
- Zoricich bei weltfussball.de